# S/V Estelle
S/V Estelle är en tremastad stålskonare med bermudasegel engagerad i Fair trade, alltså handel med rättvisemärkta produkter. Hon är registrerad i Åbo i Finland från 1980-talet, men ägs sedan 2012 av svenska Ship to Gaza.

## Historik
Estelle är byggd 1922 i Emden i Tyskland, ursprungligen som seglande trålare, och var länge Finlands största i drift varande segelfartyg. 
Estelle restaurerades i besiktningsdugligt skick av en skara entusiaster på frivilligbasis (så kallad talko). De hittade skrovet i Borgå landskommun svårt nedgånget omkring 1984, och flyttade det till Åbo 1986. Reservdelar fick anskaffas från skroten. Wärtsilä Åbovarvet skänkte överskottsmaterial för reparationen. Finansieringen ordnades med loppmarknader och systematisk recirkulering av upprustade cyklar. Ett bolag, Eestaas Oy (ungefär "Framåtibaks") grundades för administrationen, och en förening, Uusi tuuli rf, "Ny vind", för verksamheten. Mycket privata bidrag behövdes också. Initiativtagarna misströstade emellanåt, enligt tidningsartiklar, men ett envist kärngäng stretade på.
I december 1994 gick Estelle för första gången igen för egen maskin på provtur, och 1995 fick hon riggen i skick. I maj 1995 gick hon igenom besiktning på varv i Pansio och fick godkänt för trafik. 
Estelle seglade i flera år främst i inhemska vatten för att propagera för rättvis handel och relaterade syften. 2002 gjordes en resa till Angola enligt det ursprungliga syftet.
2010 meddelade organisationen att de inte längre hade ekonomiska förutsättningar att driva Estelle och fartyget såldes 2012 till organisationen Ship to Gaza. Den formella ägaren blev aktiebolaget Northern Breeze och fartyget förblev under finsk flagg. I juni var fartyget på väg mot Medelhavet och Gaza. I oktober, utanför Gaza, fortfarande på internationellt vatten, bordades fartyget av israelisk militär och bogserades till Ashdod.

## Ändamålet
Den ursprungliga tanken hade varit att med minimala kostnader och mestadels vindkraft transportera hjälpsändningar till u-länder och lasta rättvisemärkta produkter för returen. Besättningen skulle vara frivilliga som hjälper till för mat och husrum. En samarbetspartner är Finlands sjömansunion, och deras medlemmar uppmuntras att hugga i ibland under lediga perioder för att Estelle skall ha tillgång till sjöfolk och befäl med oceanfartsbehörighet. Så sker också i stor utsträckning, men det har inte visat sig alldeles lätt att genomföra. En resa till Angola gjordes 2002 och blev, om inte en direkt framgång, i alla fall genomförd utan missöden på 6½ månad.

## Verksamhet i Uusi Tuuli
Estelle är något av ett centrum för alternativ livsföring och seglar från hamn till hamn, mest i Östersjön, med utställningar, föreställningar och information om olika grenar av ekologiskt hållbar och medmänsklig verksamhet. Hon har en gång seglat till Medelhavet och ett antal gånger deltagit i The Tall Ships' Races. Ombord ordnas på somrarna Prometheusläger, en form av sekulär konfirmation, dvs. livsåskådnings- och mognadsrit för de ungdomar som inte hör till någon religiös gemenskap som skulle ordna konfirmation. Organisationen är numera mer eller mindre självbärande, fortsättningsvis finansierad mest med recirkulering av cyklar och annat användbart, och ibland avgiftsbelagda skolningsseglingar. De upprätthåller också samarbete med Greenpeace och olika liknande organisationer i Italien, Grekland och Malta.
De nya ägarna har bedyrat att de kommer att fortsätta använda fartyget för rättvis handel och internationell solidaritet.

## Ship to Gaza
I ett pressmeddelande den 4 april 2012 uppgav organisationen Ship to Gaza Sweden att de köpt fartyget för sina humanitära insatser till Palestina. Den 28 april 2012 var Estelle på väg till Medelhavet och Gazaremsan, men fick motorstopp på Skärgårdshavet väster om Nagu. En av huvudmotorerna slocknade på grund av bränslebrist. Besättningen kastade ankar, men det var för djupt, så fartyget fortsatte att driva. Sjöbevakare från Nagu kom till undsättning och kunde bogsera fartyget i hamn.
Efter reparationer, provturer och lokala seglatser gav sig Estelle iväg mot Gaza den 26 juni 2012 för att bryta den blockad Israel införde när det palestinska regeringspartiet Hamas vann lokalvalet i Gaza 2007.
Estelle bordades av israelisk militär på internationellt vatten den 20 oktober, ungefär 30 nautiska mil från Gaza. Då besättningen vägrade att segla Estelle till Ashdod i Israel, bogserades hon dit under eskort av IDF. Bogseringen påbörjades c:a åtta timmar efter det att hon blivit bordad. Efter att Estelle, med besättningen/aktivisterna som fångar, tvingats till Israel, anklagades de för att ha tagit sig in i Israel olagligt. 
Fartyget hade en last av humanitärt bistånd, basförnödenheter, rullstolar, barnböcker, 600 fotbollar samt 40 ton cement. Ombord vid bordningen fanns 30 aktivister (inklusive besättningen) från åtta länder.